# Technical and Further Education

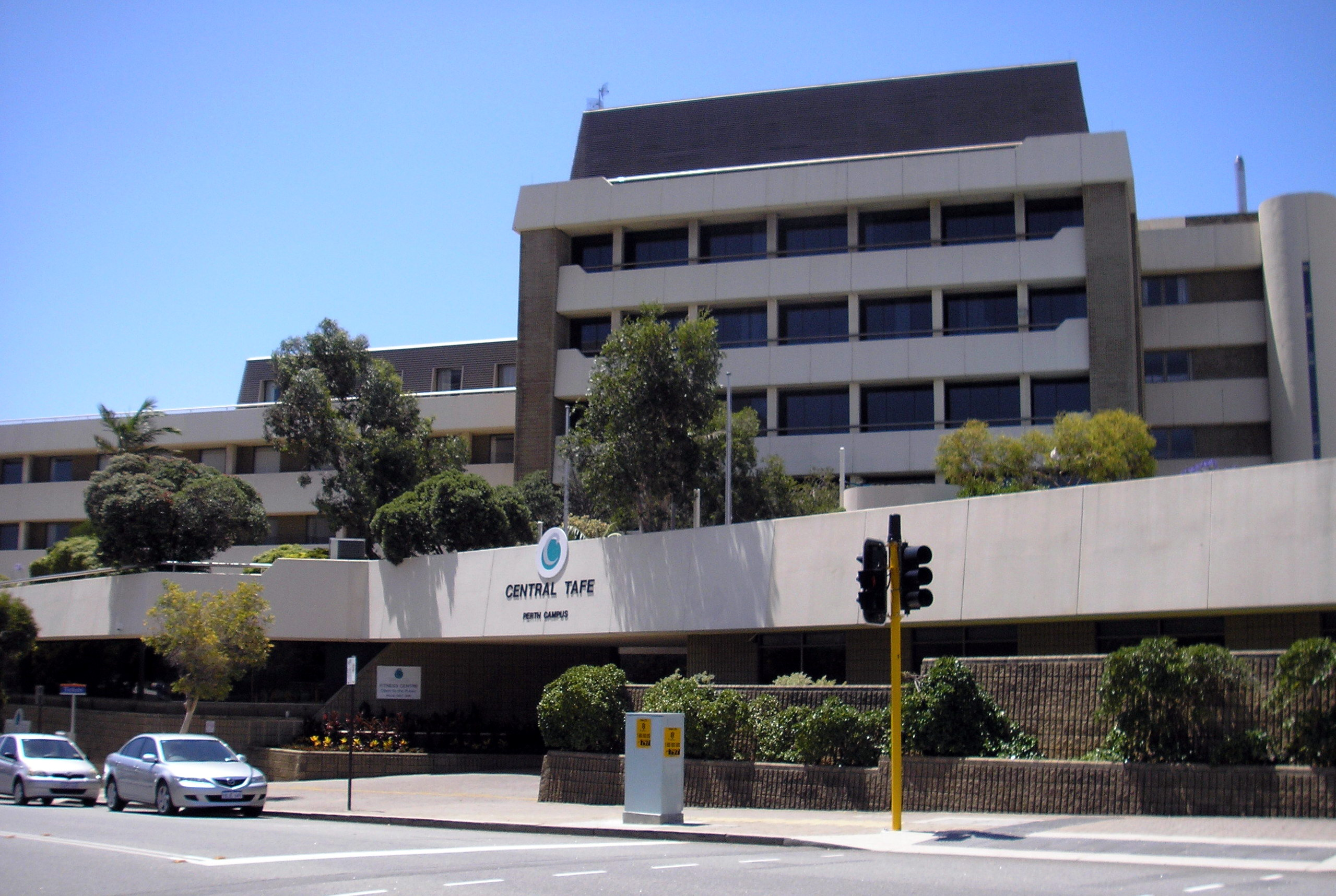
Campus TAFE em Perth, Austrália Ocidental.

Technical and Further Education, também conhecido por sua sigla TAFE, são instituições que oferecem uma ampla gama de cursos de educação profissional, predominantemente de nível técnico, na Austrália. Os campos cobertos incluem negócios, finanças, hospitalidade, turismo, construção, engenharia, artes visuais e tecnologia da informação.